# Medaglia per l'apertura dell'anno santo 1900
La medaglia per l'apertura dell'anno santo 1900 venne istituita da papa Leone XIII il 24 dicembre 1899.
La medaglia venne istituita per commemorare l'apertura dell'anno santo del 1900.

## Insegne
La medaglia consiste in un tondo di bronzo dorato riportante sul diritto il volto di Leone XIII rivolto verso sinistra, attorniato dalla legenda "LEONE XIII PONT. MASS." e sotto il busto  la parola ROMA. Il rovescio riporta al centro Gesù Redentore seduto sulle nubi che con la mano destra benedice e con la sinistra regge un globo crucifero, con alle spalle una grande croce raggiante. La figura di Cristo è contornata dalla legenda: "CHRISTO DEO SERVATORI NOVI SAEC DEDICATIO".
Il nastro era bianco con una fascia gialla per lato.